# Fehrenbötel
Fehrenbötel ist eine ehemalige Gemeinde im Kreis Segeberg. Die Gemeinde wurde 1970 aufgelöst und kam an das nördlich gelegene  Rickling. Folglich bildet die Gemarkung Fehrenbötel den südlichen Teil der Gemeinde Rickling. Das 1463,72 Hektar große Gebiet hatte zum Zensus 2011 eine Bevölkerung von 671. Fehrenbötel liegt an der Wanderstrecke Naturparkweg. Im Ort befindet sich das Urzeithof Fehrenbötel mit seiner naturkundlichen Sammlung.